# Olle Hammarlund
Olle Hammarlund, född 17 september 1918 i Kristianstad, död 30 juli 1976 i Lund, var en svensk journalist och författare. Han skrev personliga krönikor med drag av essä och kåseri bland annat i tidskrifterna Industria, Böckernas Värld och Vi.

## Biografi
Olle Hammarlund växte upp i Kristianstad som son till journalisten och författaren Karl Oskar Hammarlund, redaktör på Kristianstads Läns Tidning. Fadern var bekant med författare som Nils Ludvig, Gabriel Jönsson och Albert Henning och uppmuntrade sonens litteraturintresse. Redan som tonåring skrev Olle notiser i faderns tidning om ortens föreläsningsförening och om skolans idrottstävlingar. Som student vid Lunds universitet läste han sedan statsvetenskap och litteraturhistoria samtidigt som han skrev filmrecensioner i Sydsvenskan och arbetade på studenttidningen Lundagård. Under beredskapstiden tjänstgjorde han på Statens informationsstyrelse. År 1945 blev han anställd som redaktör på tidskriften Textil och konfektion, organ för textilindustrin i Sverige.
I slutet av 1950-talet började Olle Hammarlund att skriva för Svenska Arbetsgivareföreningens tidskrift Industria. Här kunde han under många år publicera kåserier under rubriken Lugna gatan. Efter några år hamnade han i tidskriftens redaktion. Bokförlaget Forum uppmärksammade hans texter om Shakespeares piprökande och Samuel Johnsons snusande och bad honom att skriva en bok om tobak. Rökringar (1961) blev därmed hans debut som författare.
Det dröjde sedan till 1967 innan nästa bok kom ut, Fårets gröna öga, en essäsamling om Fårö, där Olle Hammarlund och hans hustru hade ett sommarhus. Boken blev en stor framgång och har kommit ut i ett flertal upplagor, senast 2003. Han har också många gånger återkommit till ämnet, Fårö, i andra böcker. Totalt gav han ut ett tiotal böcker, mest essäsamlingar men också en roman, skrönan Onkel Enoks hus. 
Olle Hammarlund var mycket beläst vilket avspeglade sig i hans böcker. Dessa kunde handla om allt mellan himmel och jord, både näraliggande saker som barndomens Kristianstad och om historiska gestalter ("Det fanns inte en snillrik dårfink i världen eller historien som Olle inte umgicks med")  och annan kulturhistoria. Skånes litteraturhistoria kallar honom ”essäist med det kulturhistoriskt underhållande [- - -] som specialitet”  och jämför honom med en annan mångkunnig författare, men ”hans skrivsätt var mer journalistiskt än akademiskt och så långt ifrån Frans G. Bengtssons som gärna är möjligt”.
Olle Hammarlund är begravd på Norra kyrkogården i Lund.